# Mesochorus indagator
Mesochorus indagator là một loài tò vò trong họ Ichneumonidae.